# Alfred Nieman
Alfred Nieman (geboren 1914 in East End London, Großbritannien; gestorben am 7. März 1997 in Hampstead (London)) war ein britischer Komponist, Pianist und Improvisationskünstler.

## Leben
Alfred Nieman wurde 1914 als Sohn polnischer und russischer Einwanderer in East End in London geboren. Im Alter von sieben Jahren begann er Klavier zu spielen und schrieb im Alter von zehn Jahren seine ersten Kompositionen. Mit vierzehn Jahren verließ er die Schule und nahm eine Tätigkeit als Pianist in einem Stummfilmkino auf, um seine Familie finanziell zu unterstützen. Ein Jahr später gewann er ein Stipendium für die Royal Academy of Music, an der er sechs Jahre studierte. Nieman heiratete 1938. Aus der Ehe gingen zwei Söhne hervor: Julian Nieman (geboren 1946) und Paul Nieman (geboren 1950). Neben seiner Arbeit als Musiker engagierte sich Nieman in der Nationalen Gesellschaft für begabte Kinder (Potential Plus UK) und in der Gesellschaft für psychologische Forschung.

## Wirken
Vor dem Zweiten Weltkrieg gründete Nieman zusammen mit Cimbro Martin das Klavierduo Merlin and Martyn, welches regelmäßig im Dorchester Hotel in London auftrat. Aus gesundheitlichen Gründen wurde er nicht zum Kriegsdienst eingezogen. Er schloss sich der Entertainments National Service Association an und konnte seinen Lebensunterhalt durch Tätigkeiten als aufführender Musiker und Arrangeur bei der BBC verdienen.
Im Jahr 1947 verließ er die BBC und nahm seine Tätigkeit als Professor für Klavier und Komposition an der Guildhall School of Music auf, die er bis zu seiner Berentung ausfüllte. Er wurde zum Pionier der freien, atonalen Improvisation in Gruppen, die er auch in anderen Institutionen, in Chiswick und Hampstead in London und außerhalb Englands lehrte. Zu seinen Schülern gehören Sam Richards, Barry Guy, Paul Rutherford, Fred Turner, Frank Denyer, Louis Foreman, Fiachre Trench sowie zahlreiche Musiktherapeuten wie Mary Priestley, Rosemarie Tüpker und Eckhard Weymann.
Nieman veröffentlichte seine Kompositionen teilweise unter verschiedenen Pseudonymen, u. a. unter Alfred Merlin und Robert Legray. Dies betraf vor allem kommerzielle Werke und Filmmusik. Ebenfalls unter Pseudonym erschien seine Musik zu einem Film zu Ehren von Benjamin Britten. Er war Mitherausgeber eines Lehrbuchs für Harmonielehre und Kontrapunkt.
Ein weiteres Interesse Niemans galt der Musiktherapie, über die er sagte:

„Musik stellt uns vor die Erkenntnis, daß es zwei Welten gibt: die innere und die äußere. Die innere Welt ist oft unkommunikativ, eine geistige Welt, in die man von außen, wo wir uns der Worte bedienen, schwer hineinkommt. Musik kann für uns eine Brücke in diese innere Welt sein. Darum ist auch dieser freie Ausdruck für die Musiktherapie so entscheidend. Ihr seid in der Tat priveligierte Menschen, daß Ihr mit dieser tiefsten Ebene des menschlichen Seins in Verbindung treten könnt.“

Er unterrichtete Improvisation in den musiktherapeutischen Studiengängen an Guildhall School of Music in London, im Mentorenkurs Musiktherapie Herdecke (Musiktherapieausbildung in Deutschland zur Ausbildung von Ausbildern) und an der Hochschule für Musik und Darstellende Kunst Hamburg.

## Werke
| Name                     | Jahr | Kategorie                 |
| Tongs And Bones          | 1976 | Solo                      |
| Chromotempera            | 1971 | Duo                       |
| Gavotte For A Latin Lady |      | Duo                       |
| Holly And The Ivy, The   |      | Unaccomp. Choral          |
| Lullaby                  |      | Solo (Childrens)          |
| Mass                     |      | Chorus + Orchestra        |
| Mountain Dance           |      | Duo                       |
| Nowelle, Nowelle         |      | Unaccomp. Choral          |
| Rilke Song Cycle         |      | Chamber + Voice(s)        |
| Sailor's Dance           |      | Solo (Childrens)          |
| Sonata for piano no. 2   |      | Solo                      |
| Three Expressions        |      | Unaccomp. Choral          |
| Three Songs For Mary     |      | Chamber (3 - 6 players)   |
| At The Wedding           |      | Duo                       |
| Three Songs Of Villon    |      | Song (Voice w/wo 1 instr) |
| Canzona                  |      | Chamber (3 - 6 players)   |
| Chamber Sonatas          |      | Chamber (3 - 6 players)   |
| Two Serenades            |      | Solo                      |
| Variations And Finale    |      | Solo                      |
| Douglaston               |      | Song (Voice w/wo 1 instr) |
| How goes the night?      |      | Song (Voice w/wo 1 instr) |